# Landschaftsschutzgebiet Krebsbachtal (Horn-Bad Meinberg)

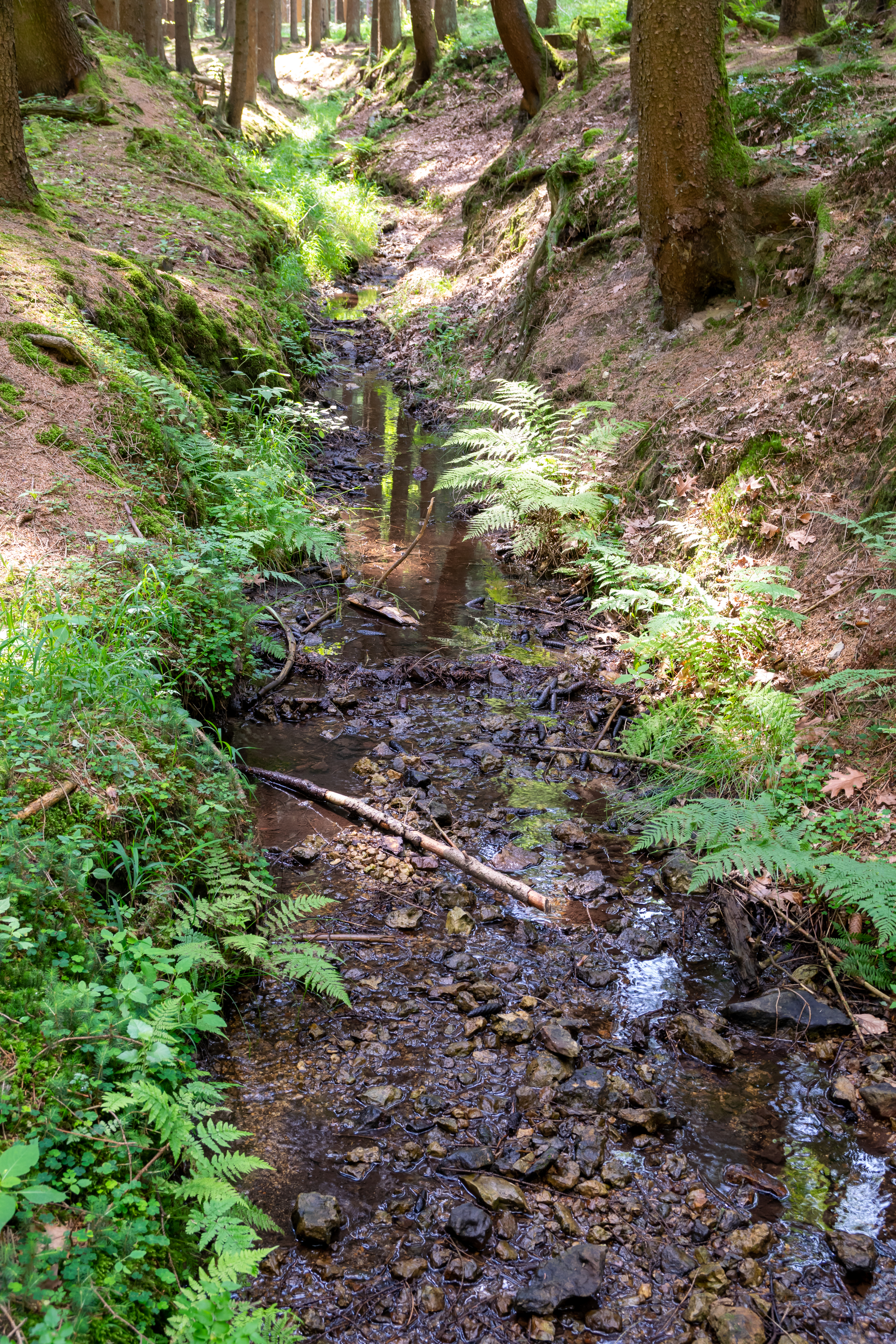
Landschaftsschutzgebiet Krebsbachtal

Das Landschaftsschutzgebiet Krebsbachtal liegt im Stadtgebiet von Horn-Bad Meinberg. Es wurde 2005 mit dem Landschaftsplan  Nr. 10 Horn-Bad Meinberg/Schlangen durch den Kreistag des Kreises Lippe als Landschaftsschutzgebiet (LSG) ausgewiesen.

## Beschreibung
Das etwa 43 Hektar große Landschaftsschutzgebiet liegt südwestlich der Bebauung von Horn-Bad Meinberg. Es umfasst das Quellgebiet des Krebsbaches und namenlose Quellbäche, die zur Wiembecke hin verlaufen am Nordostabfall des Teutoburger Waldes. Der Krebsbach mündet knapp außerhalb des LSG in den Zangenbach. Im Landschaftsschutzgebiet Krebsbachtal stehen überwiegend Fichten. An den Bächen stehen teilweise schmale Streifen mit Hainmieren-Erlenwald. Das Gebiet wir von zahlreichen kleineren und größeren Kerbtälchen durchzogen. In den Quellzonen der Bäche sind oftmals intakte Quellfluren ausgebildet.
Zum Wert des Schutzgebietes führt der Landschaftsplan aus: „Bei dem Schutzgebiet handelt es sich um einen Biotopkomplex mit hohem Entwicklungspotential.“

## Schutzzwecke für das LSG
Laut Landschaftsplan erfolgte die Ausweisung des LSG
- „zur Erhaltung der Leistungsfähigkeit des Naturhaushaltes,“
- „zur Erhaltung und Wiederherstellung eines Waldbereiches mit unterschiedlichen Feuchtestufen,“
- „zur Erhaltung eines Waldkomplexes in der Zerfallphase, wegen der Eigenart und Schönheit des alten Hudewaldes,“
- „zur Sicherung der das Landschaftsbild prägenden Alt- und Totholzbestände.“[1]

## Rechtliche Vorschriften
Im Landschaftsschutzgebiet ist unter anderem das Errichten bzw. Anlegen von Bauten und Fischteichen verboten. Grün- und Brachland darf nicht in eine andere Nutzungsart umgewandelt oder umgebrochen werden. Es ist im LSG verboten, Hunde frei laufen zu lassen, ausgenommen sind die ordnungsgemäße Jagd sowie Hof- und Gartenbereiche. Obstbäume auf Obstwiesen und Einzelbäume dürfen nur gefällt werden, wenn dies einvernehmlich mit der Unteren Landschaftsbehörde abgestimmt wurde und entsprechende Ersatzbäume gepflanzt werden.